# 関東電化工業
関東電化工業株式会社（かんとうでんかこうぎょう、英文社名：Kanto Denka Kogyo Co.,Ltd）は、曹達化学やフッ素化学、有機溶剤の製造などを行う古河グループの化学会社である。

## 主力製品・事業
- 基礎化学品事業部門
  - 無機製品
  - 有機製品
- 精密化学品事業部門
  - 特殊ガス製品
  - 電池材料・その他製品
- 鉄系製品事業部門

## 主要事業所
- 本社 - 東京都千代田区丸の内2-3
- 渋川工場 - 群馬県渋川市渋川1497
- 水島工場 - 岡山県倉敷市松江4-4-8
- 総合開発センター - 群馬県渋川市金井425
- 総合開発センター渋川開発室 - 群馬県渋川市渋川1497
- 総合開発センター水島開発室 - 岡山県倉敷市松江4-4-8

## 沿革
- 1938年（昭和13年） - 資本金400万円で会社設立
- 1951年（昭和26年） - 株式を店頭登録
- 1961年（昭和36年） - 東証2部上場
- 1963年（昭和38年） - 東証1部上場

## 主要関係会社

### 国内グループ企業
- 関電興産株式会社
- 株式会社上備製作所
- 株式会社関東電化ファインテック
- 関東電化産業株式会社
- 株式会社群馬鉄工所
- カンデン渋川産業株式会社
- カンデン水島産業株式会社

### 海外グループ企業
- 関東電化KOREA株式会社
- 台湾関東電化股份有限公司
- 科地克（上海）貿易有限公司
- 宣城科地克科技有限公司